# Pucca

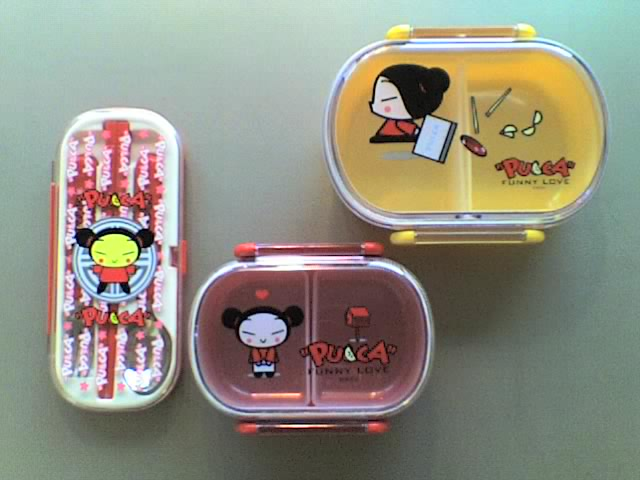
Toppers épicos de Pucca

Pucca es una serie romántica animada de televisión surcoreana-canadiense basada en la franquicia surcoreana creada por Voozclub Character Workgroup del mismo nombre. La serie gira en torno a Pucca (뿌까), una niña de 10 u 11 años de edad que está enamorada y acosa a un ninja de 12 años de edad llamado Garu (가루). Fue trasmitida originalmente por Champ TV y MBC en Corea del sur y a nivel internacional por Toon Disney / Jetix con una longitud inicial de 26 episodios (78 segmentos) en su primera temporada del 2006 y 13 episodios (39 segmentos) en su segunda temporada del 2008 a pedido de Jetix Europe, finalizando con un total de 117 episodios.
La serie rápidamente se convirtió en un fenómeno sin precedentes para la animación surcoreana con éxito en 130 países, se estima que ha aparecido la imagen de Pucca en 2500 tipos de mercadotecnia y que ha generado ganancias de ₩ 300 000 000 000 000, hasta el 2007 multiplicando considerablemente las ganancias que se obtenían antes de estrenado el programa. La serie contribuyó significativamente al Hallyu y a la expansión de la cultura popular surcoreana mucho antes que el K-pop.

## Trama
La trama ocurre en una aldea llamada Sooga en donde Pucca intenta enamorar a Garu y besarlo lo más que pueda, mientras Garu intenta escapar. Garu es un hábil ninja, por lo que realiza escapes grandiosos, pero luego Pucca con sus habilidades siempre logra atraparlo, terminando cada episodio con un beso. Mientras tanto hay problemas y complicaciones sumamente grandes que parecen imposibles de resolver, que desarrollan un poco la historia para darle emoción. Sin embargo, la gran Pucca siempre encuentra una manera extraordinaria (a veces imposible) de resolver la situación, mediante su "inteligencia" y su fuerza sobrehumana demostrando que el amor lo vence todo.

## Doblaje
| Personaje            | Inglés               | Español                                                         | Portugués                      | Español mexicano        |
| -------------------- | -------------------- | --------------------------------------------------------------- | ------------------------------ | ----------------------- |
| Pucca (뿌까)         | Tabitha St. Germain  | Sofía Malacco                                                   | Flávia Saddy                   | Nayeli Mendoza          |
| Garu (가루)          | Brian Drummond       | Emanuel Cáceres                                                 | Marcelo García                 | Alberto Bernal          |
| Tobe (또베)          | Lee Tockar           | Pablo Gandolfo                                                  | Phillippe Maia                 | Gabriel Ortiz           |
| Abyo (아뵤)          | Lee Tockar           | Demián Velazco Rochwerger                                       | Charles Emmanuel               | José Ángel Torres       |
| Ching (칭)           | Chantal Strand       | Agustina Priscila                                               | Fernanda Crispim               | Jocelyn Robles          |
| Dada (다다)          | Lee Tockar           | Emiliano Dionisi                                                | Duda Espinoza                  | Miguel Ángel Leal       |
| Bruce (브루스)       | Lee Tockar           | Hernán Chiozza                                                  | ?                              | Carlos Segundo          |
| Santa (산타)         | French Tickner       | Alberto Ramírez Beni (temporada 1) Sergio Bermejo (temporada 2) | ?                              | Francisco Colmenero     |
| Ho (호오)            | Michael Dobson       | Horacio Zapata                                                  | ?                              | Mario Castañeda Partida |
| Tío Dumpling (장뚱)  | Brian Dobson         | Ariel Abadi                                                     | ?                              | René García             |
| Linguini (우워)      | Dale Wilson          | Carlos Celestre                                                 | ?                              | Luis Alfonso Mendoza    |
| Maestro Soo (수도사) | Richard Newman       | Omar Aranda                                                     | ?                              | Luis Alfonso Mendoza    |
| Soso (소소)          | Kathleen Barr        | Cristian Palacios                                               | ?                              | Isabel Martiñon         |
| Ring Ring (링링)     | Tabitha St. Germain  | Sol Nieto                                                       | Sylvia Salustti Carla Pompilio | Iarel Verduzco          |
| Pandoga              | Shannon Chan-Kent    | Silvina Ganger                                                  | Rita Lopes                     | Lourdes Arutti          |
| Payaso               | Bill Mondy           | Marcos Abadi                                                    | Manolo Rey                     | Luis Alfonso Mendoza    |
| Shaman               | Louis Chirillo       | Ariel Cisternino                                                | Alexandre Moreno               | ?                       |
| Muji (무지)          | Dave 'Squatch' Ward  | Gustavo Barrientos (temporada 1) René Sagastume (temporada 2)   | ?                              | ?                       |
| Chang (창)           | Michael Daingerfield | Hernán Bravo                                                    | ?                              | ?                       |

## Mercadotecnia

### Gira musical
Un espectáculo musical basado en la serie se celebró en Lima, Perú el 8 de octubre de 2009. Este lugar fue elegido debido a que Pucca fue uno de los programas con más popularidad en la señal latinoamericana de Jetix. El espectáculo se repitió ocho veces desde el 8 de octubre hasta el 11 de octubre de ese año.

### Videojuego
La empresa VOOZ de Corea licenció a la empresa de Nintendo en Japón, quienes crean videojuegos de Pucca desde 2009 hasta ahora, pero por primera vez lanzó en Corea Pucca Racing Game, la cual puede jugarse sólo en Internet.
- Pucca Kisses Game (Wii; 2011)
- Pucca Noodle Rush (Nintendo DS y Ipod; 2011)
- Pucca Power Up (Nintendo DS y 3DS; 2011)